# Dolichopeza (Mitopeza) crassistyla
Dolichopeza (Mitopeza) crassistyla is een tweevleugelige uit de familie langpootmuggen (Tipulidae). De soort komt voor in het Oriëntaals gebied.